# Morti nel 1971/Luglio
| Questa pagina contiene informazioni ricavate automaticamente dalle voci biografiche con l'ausilio del template Bio e di un bot. L'aggiornamento è periodico e automatico e ricostruisce completamente la pagina. Se manca una persona in questa lista, sei pregato di non aggiungerla, ma accertati piuttosto che la sua voce biografica contenga il template Bio e che i dati anagrafici siano correttamente compilati. Se il template Bio manca, inseriscilo tu stesso o, in alternativa, metti l'avviso {{tmp\|Bio}} che ne segnala la mancanza. Se i dati riportati sono sbagliati, correggi direttamente la voce biografica; le modifiche saranno visibili in questa lista entro pochi giorni. Per chiarimenti vedi il progetto biografie. La lista contiene solo le 76 persone che sono citate nell'enciclopedia e per le quali è stato implementato correttamente il template Bio. Pagina aggiornata al 3 mar 2024. |

- 1º luglio - William Lawrence Bragg, fisico e cristallografo britannico (n. 1890)
- 1º luglio - Vittoria Cocito, pittrice e illustratrice italiana (n. 1891)
- 1º luglio - Tenen Holtz, attore russo (n. 1887)
- 1º luglio - Gustaf Johansson, hockeista su ghiaccio svedese (n. 1900)
- 1º luglio - Arnaldo Ranaldi, politico italiano (n. 1890)
- 2 luglio - Paul Maltby, ufficiale britannico (n. 1892)
- 2 luglio - Barbara Leonard, attrice statunitense (n. 1908)
- 3 luglio - Salaad Gabeyre Kediye, rivoluzionario, politico e generale somalo (n. 1933)
- 3 luglio - Jim Morrison, cantautore e poeta statunitense (n. 1943)
- 4 luglio - Maurice Bowra, critico letterario e filologo inglese (n. 1898)
- 4 luglio - Ernesto Cucchiaroni, calciatore argentino (n. 1927)
- 4 luglio - August Derleth, scrittore statunitense (n. 1909)
- 4 luglio - Enzo Domestico Kabregu, pittore italiano (n. 1906)
- 4 luglio - Thomas C. Hart, ammiraglio statunitense (n. 1877)
- 4 luglio - Károly Weichelt, calciatore rumeno (n. 1906)
- 5 luglio - Earl Foster Thomson, cavaliere statunitense (n. 1900)
- 6 luglio - Roger Adams, chimico statunitense (n. 1889)
- 6 luglio - Louis Armstrong, trombettista, cantante e attore statunitense (n. 1901)
- 6 luglio - Panfilo Gentile, giornalista, scrittore e politico italiano (n. 1889)
- 6 luglio - Mestre Irineu, religioso brasiliano (n. 1892)
- 6 luglio - Ciro Verratti, schermidore e giornalista italiano (n. 1907)
- 7 luglio - Otto Authén, ginnasta norvegese (n. 1886)
- 7 luglio - Ub Iwerks, animatore, fumettista e effettista statunitense (n. 1901)
- 8 luglio - Kurt Reidemeister, matematico tedesco (n. 1893)
- 9 luglio - Walter Cerrini, generale italiano (n. 1899)
- 10 luglio - Ahmed Bahnini, politico marocchino (n. 1909)
- 10 luglio - Charles Heine, calciatore francese (n. 1920)
- 11 luglio - Laurent Dauthuille, pugile francese (n. 1924)
- 11 luglio - Talitha Getty, attrice e modella olandese (n. 1940)
- 11 luglio - Pedro Rodríguez de la Vega, pilota automobilistico messicano (n. 1940)
- 11 luglio - Frank Rosenblatt, psicologo statunitense (n. 1928)
- 11 luglio - Bill Sattler, cestista statunitense (n. 1916)
- 11 luglio - Rodolfo Terlizzi, schermidore italiano (n. 1896)
- 11 luglio - Cristoforo Arduino Terzi, vescovo cattolico italiano (n. 1884)
- 11 luglio - Carleton G. Young, attore statunitense (n. 1907)
- 12 luglio - Cletus Andersson, pallanuotista svedese (n. 1893)
- 13 luglio - Harry Dénis, calciatore olandese (n. 1896)
- 13 luglio - Jacques Leclercq, politico, teologo e sociologo belga (n. 1891)
- 13 luglio - Francesco Giuseppe di Thurn und Taxis, principe (n. 1893)
- 14 luglio - Ermilo Abreu Gómez, scrittore messicano (n. 1894)
- 14 luglio - Antonio Simon Mossa, architetto, politico e giornalista italiano (n. 1916)
- 15 luglio - Alfio Fallica, architetto e scultore italiano (n. 1898)
- 15 luglio - Ester Pastorello, bibliotecaria italiana (n. 1884)
- 15 luglio - Romeu, calciatore brasiliano (n. 1911)
- 15 luglio - Petra Schelm, terrorista tedesca (n. 1950)
- 15 luglio - Bill Thompson, attore e doppiatore statunitense (n. 1913)
- 16 luglio - Mak Dizdar, poeta jugoslavo (n. 1917)
- 17 luglio - Cliff Edwards, attore, cantante e doppiatore statunitense (n. 1895)
- 17 luglio - Frank Jerwood, canottiere britannico (n. 1885)
- 17 luglio - Gerald Nye, politico statunitense (n. 1892)
- 18 luglio - Giulio Sarrocchi, schermidore italiano (n. 1887)
- 19 luglio - John Jacob Astor, tennista britannico (n. 1886)
- 19 luglio - Max Hermann Maxy, pittore e scenografo rumeno (n. 1895)
- 19 luglio - Harry Hill, ammiraglio statunitense (n. 1890)
- 20 luglio - Jaime Chavín, calciatore argentino (n. 1899)
- 20 luglio - Olaf Ingebrigtsen, ginnasta norvegese (n. 1892)
- 21 luglio - Bob Fullam, calciatore e allenatore di calcio irlandese (n. 1895)
- 21 luglio - Yrjö Väisälä, astronomo, fisico e esperantista finlandese (n. 1891)
- 23 luglio - Van Heflin, attore statunitense (n. 1908)
- 23 luglio - William Tubman, politico liberiano (n. 1895)
- 24 luglio - Christl Mardayn, soprano e attrice austriaca (n. 1896)
- 26 luglio - Diane Arbus, fotografa statunitense (n. 1923)
- 26 luglio - Edith Clements, botanica statunitense (n. 1877)
- 26 luglio - Alfredo Schiaffini, filologo e linguista italiano (n. 1895)
- 27 luglio - Carlo Curcio, giornalista e storico italiano (n. 1898)
- 27 luglio - Bernhard Paumgartner, direttore d'orchestra, compositore e musicologo austriaco (n. 1887)
- 27 luglio - Charlie Tully, calciatore e allenatore di calcio nordirlandese (n. 1924)
- 28 luglio - Abdel Khaliq Mahjub, politico sudanese (n. 1927)
- 28 luglio - Karl Vladar, calciatore austriaco (n. 1887)
- 29 luglio - Pasquale Frustaci, compositore e direttore d'orchestra italiano (n. 1901)
- 29 luglio - Vitaliano Marchini, scultore e docente italiano (n. 1888)
- 29 luglio - Eva Tea, storica dell'arte e archeologa italiana (n. 1886)
- 29 luglio - Dario Wolf, pittore e incisore italiano (n. 1901)
- 30 luglio - Gino Borsato, pittore italiano (n. 1905)
- 30 luglio - Joe Colombo, designer e architetto italiano (n. 1930)
- 31 luglio - Erwin Keller, hockeista su prato tedesco (n. 1905)